# Eva Kotchever
Eva Kotchever (n. 15 iunie 1891, Mława, Mazovia, Polonia – d. 17 decembrie 1943, Lagărul de exterminare Auschwitz-Birkenau, Germania Nazistă) a fost o scriitoare poloneză. Ea este cunoscută pentru deschiderea unui bar lesbian în Greenwich Village din New York în 1926. Născută Chawa Chava Zloczower, cunoscută sub numele de Eve Adams, a fost prima poloneză homosexuală cu personalitate deschisă.
După o razie a poliției din iunie 1926, a fost găsită vinovată de obscenitate, pentru o colecție de romane pe care a scris-o intitulată Lesbian Love și pentru culpă, pentru că a arătat cartea unei femei de poliție care a venit să cerceteze. Unitate. și face progrese sexuale pentru asta. Clubul a fost închis de autorități și expulzat în decembrie 19263.2.
S-a mutat apoi la Paris, unde a deschis un nou club de lesbiene și o librărie în apropiere de Montmartre. În anii 1930, ea a luptat alături de tabăra republicană în timpul războiului civil spaniol. După război, s-a întors în Franța. Arestată în 1943, a fost deportată la Auschwitz, unde a murit pe 17 decembrie.